# 胡可 (剧作家)
胡可（1921年2月28日—2019年12月4日），原名胡腾驹，男，满族，山东益都人，中国剧作家。

## 生平
1921年2月28日生于山东省益都县。满族正蓝旗人。少年时代先后就读于山东省立第十中学和济南第一中学。1937年赴北平投考高中时赶上七七事变爆发，随即参加了西郊抗日游击队，同年12月赴晋察冀边区参加八路军。1939年加入中国共产党。抗日战争与第二次国共内战时期，主要从事文艺创作与宣传工作，个人创作剧本23个。其中包括独幕话剧14个、多幕话剧3个、三幕儿童剧2个、小秧歌剧2个、多幕秧歌剧和快板剧各1个，此外还与战友合写剧本13个。
1949年中华人民共和国成立后，担任中国人民解放军华北军区政治部宣传部创作员。1951年10月，作为中国作家代表团成员访问苏联。1958年后，历任石家庄军分区副政委、北京军区政治部文化部创作员和宣传部副部长、中国人民解放军总政治部文化部副部长、中国人民解放军艺术学院院长等职。
2019年12月4日在北京病逝，享年98岁。

## 社会兼职
1949年加入中国作家协会，历任中国作协第二、三届理事，中国文联第三届委员。1985年至1998年担任中国戏剧家协会第四届副主席。1998年后担任顾问。

## 荣誉
2007年被授予“国家有突出贡献话剧艺术家”称号。

## 作品
1942年开始发表作品。著有多幕儿童剧《清明节》，独幕剧《枪》、《喜相逢》，多幕话剧《戎冠秀》、《战斗里成长》（1949年）、《英雄的阵地》（1951年）、《战线南移》（1953年）、《槐树庄》（1959年），论文集《习剧笔记》、《胡可论剧》、《读剧杂识》、《剧事文稿》、《胡可戏剧杂文》，散文集《敌后纪事》（与胡朋合著）、《走过硝烟》、《烽烟、戏剧、人生——胡可自述》、《老兵心语》、《老兵记忆》、《话剧的足迹》。话剧《战斗里成长》获1956年全国话剧汇演创作一等奖，电影文学剧本《槐树庄》获1963年总政治部优秀创作奖，以及第二届国产影片“百花奖”最佳电影编剧奖。
《战斗里成长》曾在保加利亚加布罗沃国家剧院、莫斯科苏军中央剧院演出。

## 家庭
妻子胡朋，女儿胡健。